# Totó (Recife)
Totó é um bairro do Recife, Pernambuco. Está localizado na RPA (Região Político Administrativa) 5, Microrregião 5,3. Limita-se com os bairros de Coqueiral, Sancho e Curado.

## História
Totó é o menor bairro do Recife, tendo um nome curioso. Foi criado pelo Decreto municipal nº 14.452, de 1988, que reorganizou os bairros do Recife.

## Edificações
Apesar de recente e pequeno, encontramos no Totó as seguintes edificações:
Centro Social Urbano Bido Krause
Engloba um importante complexo, com piscina semiolímpica, quadras, campo de futebol e pista de cooper, creche, centro profissionalizante e unidade de saúde;
Movimento Social e Cultural Cores do Amanhã
Movimento social que tende a crianças, jovens e adultos, oferecendo oficinas, e realizando diversas festividades em diferentes épocas do ano;
Associação Cultural Desportiva Abaúna Capoeira
Oferece cursos de gingado, oficinas de berimbau, dança popular, dança afro, percussão afro-nordestina e música, ministrando cursos em outras unidades da Região Metropolitana do Recife e até fora do estado, chegando às Alagoas.

## Educação
Totó possui as seguintes instituições educacionais: 
Estadual
- Escola Monsenhor Álvaro Negromonte[5]

Municipal
- Creche Municipal Bido Krause
- Escola Municipal Alto da Bela Vista

Privada
- Centro Educacional João Brito[6]
- Escola Irmã Dulce[7]

## Demografia
- Área territorial: 14 ha.
- População: 2.420 habitantes [nota 1]
  - Masculina:1.101
  - Feminina: 1.319
- Densidade demográfica: 176,81 hab./ha.